# Якимово (община)
Община Якимово се намира в Северозападна България и е една от съставните общини на Област Монтана.

## География

### Географско положение, граници, големина
Общината е разположена в северната част на Област Монтана. С площта си от 220,977 km2 заема 9-о място сред 11-те общините на областта, което съставлява 6,08% от територията на областта. Границите ѝ са следните:
- на север – община Лом;
- на изток – община Вълчедръм;
- на югоизток – община Бойчиновци;
- на юг – община Монтана;
- на запад – община Медковец.

### Природни ресурси

#### Релеф
Релефът на община Якимово е равнинен и слабо хълмист. Територията ѝ изцяло попада в пределите на Западната Дунавска равнина.
Тя е разположена от двете страни на долината на река Цибрица, която протича през нея от югозапад на североизток. Поради тази причина като цяло наклонът на терена е от югозапад на североизток, като най-високата ѝ точка от 187,7 m н.в. се намира в крайния югозапад, на юг от село Долно Церовене. По същата тази причина минималната надморска височина от 92 m е на североизток, източно от село Якимово в коритото на реката.

#### Води
От югозапад на североизток през общината протича част от средното течение на река Цибрица. Тя тече в широка, но относително дълбока (до 50 – 80 m) спрямо околния равнинен терен долина, като отляво и отдясно в нея се „вливат“ малки и къси суходолия, в които има епизодичен отток. Най-големият ѝ приток (ляв) е рака Цибър, вливаща се в нея югозападно от село Долно Церовене.

## Население

### Населени места
Общината има 4 населени места с общо население 3535 жители към 7 септември 2021 г.
| Населено място (Старо име)                                              | Преброяване (от септември 2021) | По настоящ адрес (ГРАО от 15 септември 2024) | Площ (km²) | Гъстота (д/km²) |
| ----------------------------------------------------------------------- | ------------------------------- | -------------------------------------------- | ---------- | --------------- |
| Долно Церовене                                                          | 636                             | 816                                          | 40,893     | 19.95           |
| Дългоделци                                                              | 657                             | 831                                          | 53,131     | 15.64           |
| Комощица                                                                | 754                             | 842                                          | 41,131     | 20.47           |
| Якимово (Прогорелец)                                                    | 1488                            | 1675                                         | 85,822     | 19.52           |
| Общо за общината:                                                       | 3535                            | 4164                                         | 220,977    | 18.84           |
| Населените места с кмет са със зелен фон, а тези без кметство – с жълт. |                                 |                                              |            |                 |

### Население (1934 – 2021)
| Община Якимово                                | Община Якимово | Община Якимово | Община Якимово | Община Якимово | Община Якимово | Община Якимово | Община Якимово | Община Якимово | Община Якимово | Община Якимово | Община Якимово |
| --------------------------------------------- | -------------- | -------------- | -------------- | -------------- | -------------- | -------------- | -------------- | -------------- | -------------- | -------------- | -------------- |
| Година                                        | 1934           | 1946           | 1956           | 1965           | 1975           | 1985           | 1992           | 2001           | 2011           | 2021           |                |
| Население                                     | 13876          | 14938          | 14059          | 12570          | 10552          | 8055           | 7104           | 5885           | 4332           | 3535           |                |
| Източници: Национален Статистически Институт, |                |                |                |                |                |                |                |                |                |                |                |

### Население по възраст
| Население по възрастови групи към септември 2021 година | Население по възрастови групи към септември 2021 година | Население по възрастови групи към септември 2021 година | Население по възрастови групи към септември 2021 година | Население по възрастови групи към септември 2021 година | Население по възрастови групи към септември 2021 година | Население по възрастови групи към септември 2021 година | Население по възрастови групи към септември 2021 година | Население по възрастови групи към септември 2021 година | Население по възрастови групи към септември 2021 година | Население по възрастови групи към септември 2021 година | Население по възрастови групи към септември 2021 година | Население по възрастови групи към септември 2021 година | Население по възрастови групи към септември 2021 година | Население по възрастови групи към септември 2021 година | Население по възрастови групи към септември 2021 година | Население по възрастови групи към септември 2021 година | Население по възрастови групи към септември 2021 година | Население по възрастови групи към септември 2021 година |
| ------------------------------------------------------- | ------------------------------------------------------- | ------------------------------------------------------- | ------------------------------------------------------- | ------------------------------------------------------- | ------------------------------------------------------- | ------------------------------------------------------- | ------------------------------------------------------- | ------------------------------------------------------- | ------------------------------------------------------- | ------------------------------------------------------- | ------------------------------------------------------- | ------------------------------------------------------- | ------------------------------------------------------- | ------------------------------------------------------- | ------------------------------------------------------- | ------------------------------------------------------- | ------------------------------------------------------- | ------------------------------------------------------- |
| Общо                                                    | 0 – 4                                                   | 5 – 9                                                   | 10 – 14                                                 | 15 – 19                                                 | 20 – 24                                                 | 25 – 29                                                 | 30 – 34                                                 | 35 – 39                                                 | 40 – 44                                                 | 45 – 49                                                 | 50 – 54                                                 | 55 – 59                                                 | 60 – 64                                                 | 65 – 69                                                 | 70 – 74                                                 | 75 – 79                                                 | 80 – 84                                                 | 85+                                                     |
| 3535                                                    | 164                                                     | 175                                                     | 223                                                     | 195                                                     | 135                                                     | 125                                                     | 160                                                     | 162                                                     | 196                                                     | 224                                                     | 244                                                     | 206                                                     | 231                                                     | 251                                                     | 304                                                     | 250                                                     | 161                                                     | 129                                                     |

### Етнически състав
| Етноси в община Якимово (2022) | Етноси в община Якимово (2022) | Етноси в община Якимово (2022) | Етноси в община Якимово (2022) | Етноси в община Якимово (2022) |
| ------------------------------ | ------------------------------ | ------------------------------ | ------------------------------ | ------------------------------ |
| Етническа група                |                                |                                | процент                        |                                |
| българи                        | българи                        |                                | 80.60%                         | 80.60%                         |
| цигани                         | цигани                         |                                | 17.94%                         | 17.94%                         |
| турци                          | турци                          |                                | 0.03%                          | 0.03%                          |
| други и неопределени           | други и неопределени           |                                | 1.16%                          | 1.16%                          |

Етнически групи към 2021 година:
- българи: 2709;
- цигани: 603;
- турци: 10;
- други: 7;
- неопределени: 32;
- служебно преброени (данни, взети от административни източници): 173.

## Административно-териториални промени
- Указ № 236/обн. 28.05.1950 г. – преименува с. Прогорелец на с. Якимово;
- Указ № 257/обн. 20.06.1950 г. – заличава селата Войници и Котеновци и ги присъединява като квартали на с. Якимово.

## Политика
- 2007 - 2023 Георги Миланов Георгиев - ПП ГЕРБ
- 2003 – Илия Йорданов (Заедно за Якимово) печели на първи тур с 63% срещу Георги Тодоров (НДСВ).
- 1999 – Юлия Кръстева (независим) печели на втори тур с 53% срещу Сашко Савков (БСП, Българска евролевица, БББ, БЗНС Александър Стамболийски, БКП Георги Димитров).
- 1995 – Сашко Савков (Предизборна коалиция БСП, БЗНС Александър Стамболийски, ПК Екогласност) печели на първи тур с 51% срещу Юлия Кръстева (независим).

## Транспорт
В югозападната част на общината, на протежение от 8,7 km преминава участък от трасето на жп линията Мездра – Бойчиновци – Брусарци – Видин.
През общината преминават частично 2 пътя от Републиканската пътна мрежа на България с обща дължина 23,1 km:
- участък от 9,1 km от Републикански път II-81 (от km 118,7 до km 127,8);
- началният участък от 14 km от Републикански път III-818 (от km 0 до km 14,0).

## Топографска карта
- Лист от карта K-34-11. Мащаб: 1 : 100 000.
- Лист от карта K-34-23. Мащаб: 1 : 100 000.